# Avalanche d'électrons
Une avalanche d'électrons est un processus dans lequel un nombre déterminé d'électrons libres dans un support de transmission subissent une forte accélération au moyen d'un champ électrique et entrent ensuite en collision avec d'autres atomes du milieu, les ionisant de la sorte (Ionisation par impact électronique). Des électrons supplémentaires, libérés par le processus, accélèrent et entrent en collision avec d’autres atomes, libérant davantage d’électrons — ce qui constitue une réaction en chaîne. Dans un gaz, cela provoque la transformation de la région affectée en un plasma électriquement conducteur.
Cet effet d'avalanche a été découvert par le physicien britannique John Sealy Townsend dans ses travaux entre 1897 et 1901, et est également connu sous le nom de décharge Townsend.
Les avalanches d’électrons sont centrales dans le processus de claquage diélectrique dans les gaz. Le processus peut provoquer des décharges corona, des streamers (serpentins), des leaders ou une étincelle électrique ou un arc continu reliant complètement les conducteurs électriques qui appliquent le voltage. Le processus s'étend à de grandes étincelles – les streamers dans les décharges de foudre se propagent par la formation d'avalanches d'électrons créées dans le gradient de potentiel élevé à l'avant des pointes des serpentins. Les avalanches peuvent être, dès leur déclenchement, intensifiées par la création de photoélectrons résultant du rayonnement ultraviolet émis par les atomes du milieu excité dans la région de la pointe arrière.
Le procédé permet également la détection des rayonnements ionisants en utilisant l’effet de multiplication du gaz du processus d’avalanche. Il s'agit du mécanisme d'ionisation du tube compteur de Geiger-Müller et, dans une certaine mesure, du compteur proportionnel à gaz et il est également utilisé dans les chambres à étincelles et autres chambres à fils.

## Analyse
Un plasma apparait avec un événement rare d'ionisation naturelle « de fond » d'une molécule d'air neutre, peut-être à la suite d'une photoexcitation ou d'un rayonnement de fond. Si cet événement survient dans une zone présentant un gradient de potentiel élevé, l'ion chargé positivement sera fortement attiré vers une électrode ou repoussé, selon sa polarité, tandis que l'électron sera accéléré dans la direction opposée. En raison de la différence colossale entre les masses de ces particules, les électrons sont accélérés à une vitesse beaucoup plus élevée que les ions.
Les électrons voyageant à grande vitesse entrent souvent en collision avec des atomes neutres de manière inélastique, les ionisant parfois. Dans une réaction en chaîne — ou « avalanche d'électrons » — des électrons supplémentaires récemment séparés de leurs ions positifs par le fort gradient de potentiel provoquent la génération momentanée d'un grand nuage d'électrons et d'ions positifs à partir d'un seul électron initial. Or les électrons libres sont facilement capturés par des molécules d'oxygène neutre ou de vapeur d'eau (appelés gaz électronégatifs), formant des ions négatifs. Dans l'air aux conditions STP, les électrons ne sont libres que pendant environ 11 nanosecondes avant une capture. Les électrons capturés sont effectivement retirés du jeu et ne peuvent plus contribuer au phénomène. Si les électrons sont générés à un rythme supérieur à celui de leur capture, leur nombre augmente rapidement par un processus caractérisé par une croissance exponentielle. Le niveau de multiplication que ce processus peut fournir est immense, jusqu’à plusieurs millions de fois selon les cas. Le facteur de multiplication M est calculé par
{\displaystyle M={\frac {1}{1-\int _{X_{1}}^{X_{2}}\alpha \,dx}}}
où X1 et X2 sont les positions entre lesquelles la multiplication est mesurée, et α est la constante d'ionisation. En d’autres termes, un électron libre en position X1 donnera lieu à M électrons libres en position X2. En remplaçant les gradients de tension dans cette équation, on obtient
{\displaystyle M={\frac {1}{1-|{\frac {V}{V_{\mathrm {BR} }}}|^{n}}}}
où V est la tension appliquée, VBR la tension de claquage et n une valeur constatée empiriquement entre 2 et 6. Comme on peut le voir à partir de la formule, le facteur de multiplication dépend fortement de la tension appliquée, et lorsque la tension se rapproche de la tension de claquage du matériau, le facteur de multiplication se rapproche de l'infini et le facteur limitant se rapporte à la disponibilité des porteurs de charge.
L'entretien d'une avalanche nécessite un réservoir de charge pour maintenir la tension appliquée, ainsi qu'une source continue d'événements déclencheurs. Plusieurs mécanismes peuvent soutenir ce processus, créant avalanche après avalanche, pour créer un courant de couronne. Une source secondaire d'électrons plasmatiques est nécessaire car les électrons sont toujours accélérés par le champ dans une direction, ce qui signifie que les avalanches se déplacent toujours linéairement vers ou loin d'une électrode. Le mécanisme dominant de création d’électrons secondaires dépend de la polarité d’un plasma. Dans chaque cas, l’énergie émise sous forme de photons par l’avalanche initiale est utilisée pour ioniser une molécule de gaz proche, créant ainsi un autre électron qui à son tour peut être accéléré. La seule différence est l'origine de cet électron. Lorsqu'une ou plusieurs avalanches d'électrons se produisent entre deux électrodes de taille suffisante, une rupture par avalanche complète peut se produire, aboutissant à une étincelle électrique qui comble l'écart.